# Ptilope perlé
Ptilinopus perlatus
Espèce
Statut de conservation UICN

 LC  : Préoccupation mineure
Le Ptilope perlé (Ptilinopus perlatus) est une espèce d’oiseau appartenant à la famille des Columbidae.

## Répartition et sous-espèces
Cet oiseau se répand à travers l'archipel de Nouvelle-Guinée.
Selon la classification de référence du Congrès ornithologique international (15.1, 2025) elle se répartit en trois sous-espèces :
- P. p. perlatus (Temminck, 1835) — nord-ouest de la Nouvelle-Guinée occidentale, îles Raja Ampat et Yapen.
- P. p. plumbeicollis Meyer, 1890 — du bassin du Sepik à la péninsule de Huon ;
- P. p. zonurus Salvadori, 1876 — îles Aru, sud de la Nouvelle-Guinée et îles d'Entrecasteaux.